# Casa Pomar
La casa Pomar, es un edificio modernista situado en el número 86 de la calle Gerona de Barcelona.
El arquitecto Juan Rubió Bellver (1870-1952), fue el realizador del proyecto en el año 1904 terminando su construcción en 1906.
A pesar de la estrechez de espacio para la fachada, el arquitecto logró resaltarla magníficamente con la colocación de una original tribuna en forma escalonada en el primer piso con su basamento de cerámica verde y los hierros forjados, que también se ven en los balcones del resto de las plantas de que consta el edificio. El remate de la casa se encuentra inspirado en el estilo neogótico.